# Bucht von Bonny
Die Bucht von Bonny (englisch Bight of Bonny), ältere Bezeichnung Bucht von Biafra (französisch Golfe du Biafra), ist eine Bucht am östlichen Ende des Golfes von Guinea.

## Geografie
Sie schließt sich an die Bucht von Benin an und reicht vom Flussdelta des Niger bis zum Kap Lopez in Gabun. Die Küsten der Staaten Nigeria, Kamerun, Äquatorialguinea, São Tomé und Príncipe sowie Gabun befinden sich ganz oder teilweise an der Bucht von Bonny.

## Name
Von 1849 bis 1861 existierte ein britisches Protektorat Bucht von Biafra, das die heutige Bucht von Bonny kontrollierte.
Anlass für die Umbenennung der Bucht durch die Regierung Nigerias war die Sezession der südöstlichen Provinzen Nigerias unter dem Namen Biafra zwischen 1967 und 1970. Nach dem Biafra-Krieg wollte die siegreiche Zentralregierung den Begriff Biafra endgültig von den Landkarten tilgen. Seit 1972 ist die Stadt Bonny im Nigerdelta Namensgeber der Bucht.

## Epizentrum
Die Bucht von Bonny ist das Epizentrum eines regelmäßigen, seit den 1960er Jahren messbaren, alle etwa 26 bis 27 Sekunden auftretenden Mikrobebens.

## Quelle
- Nigeria